# Turism i Egypten

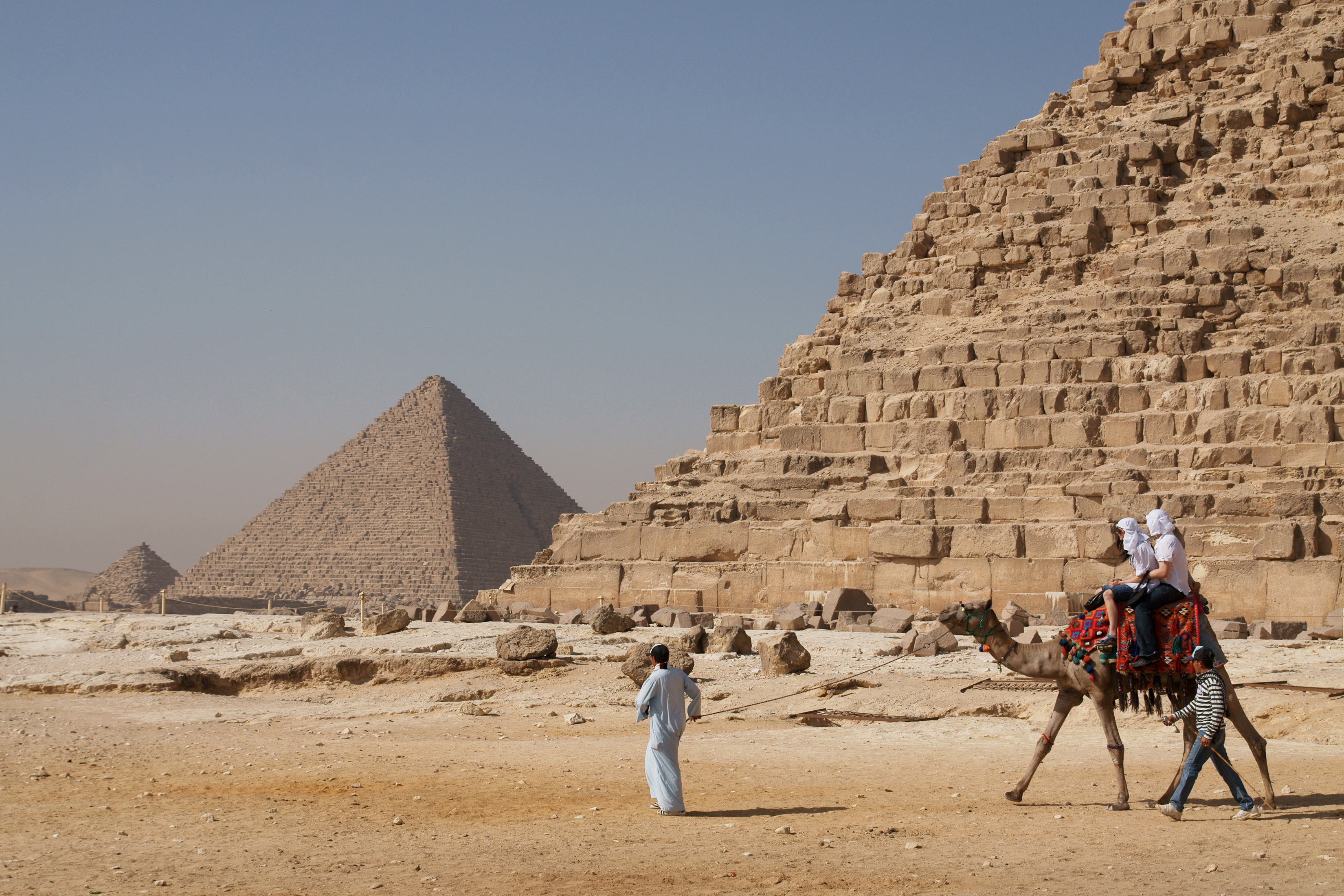
Turister som rider på kamel framför Chefrens pyramid i Giza, ett av Egyptens populäraste turistmål.

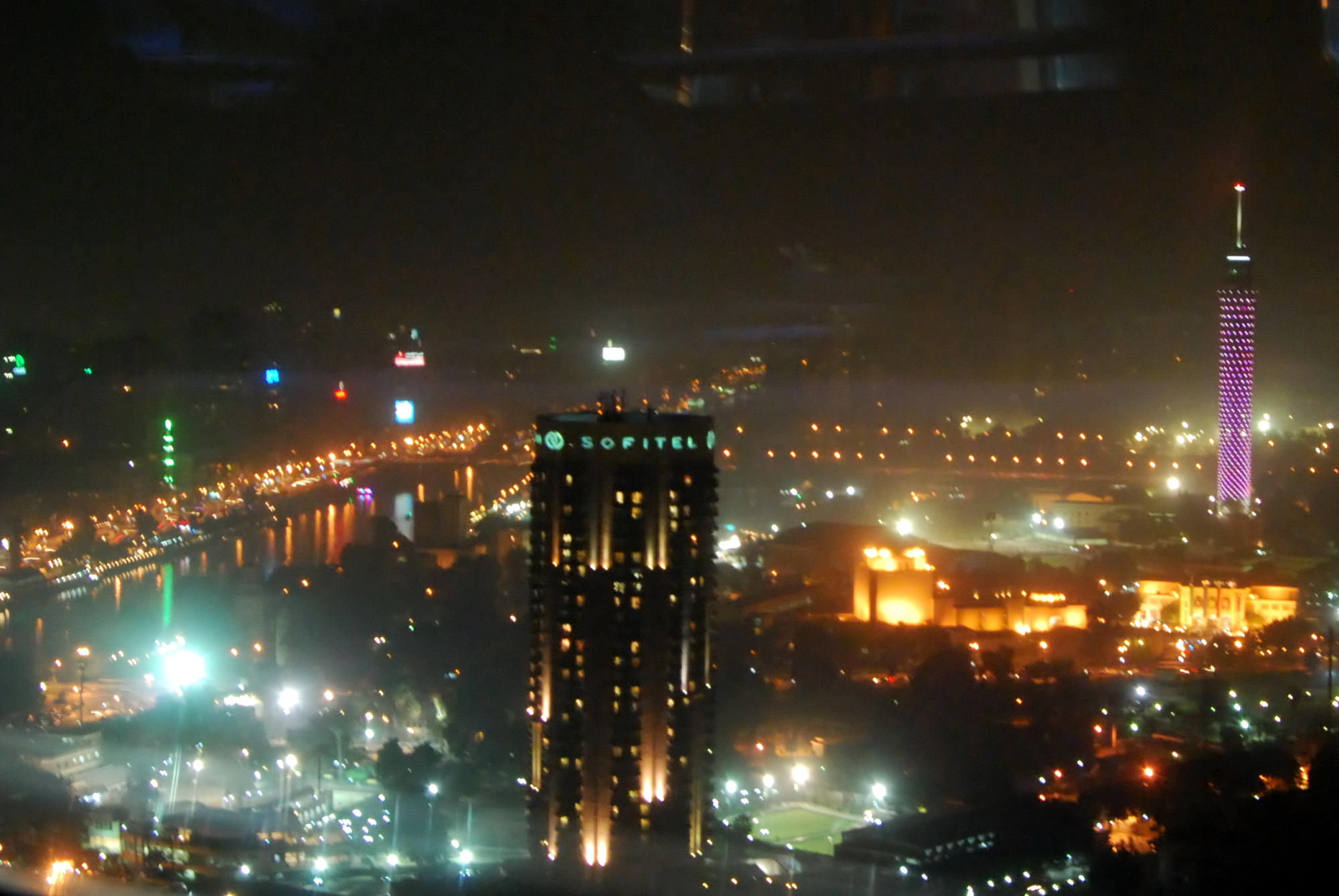
Kvällsbild över Kairo

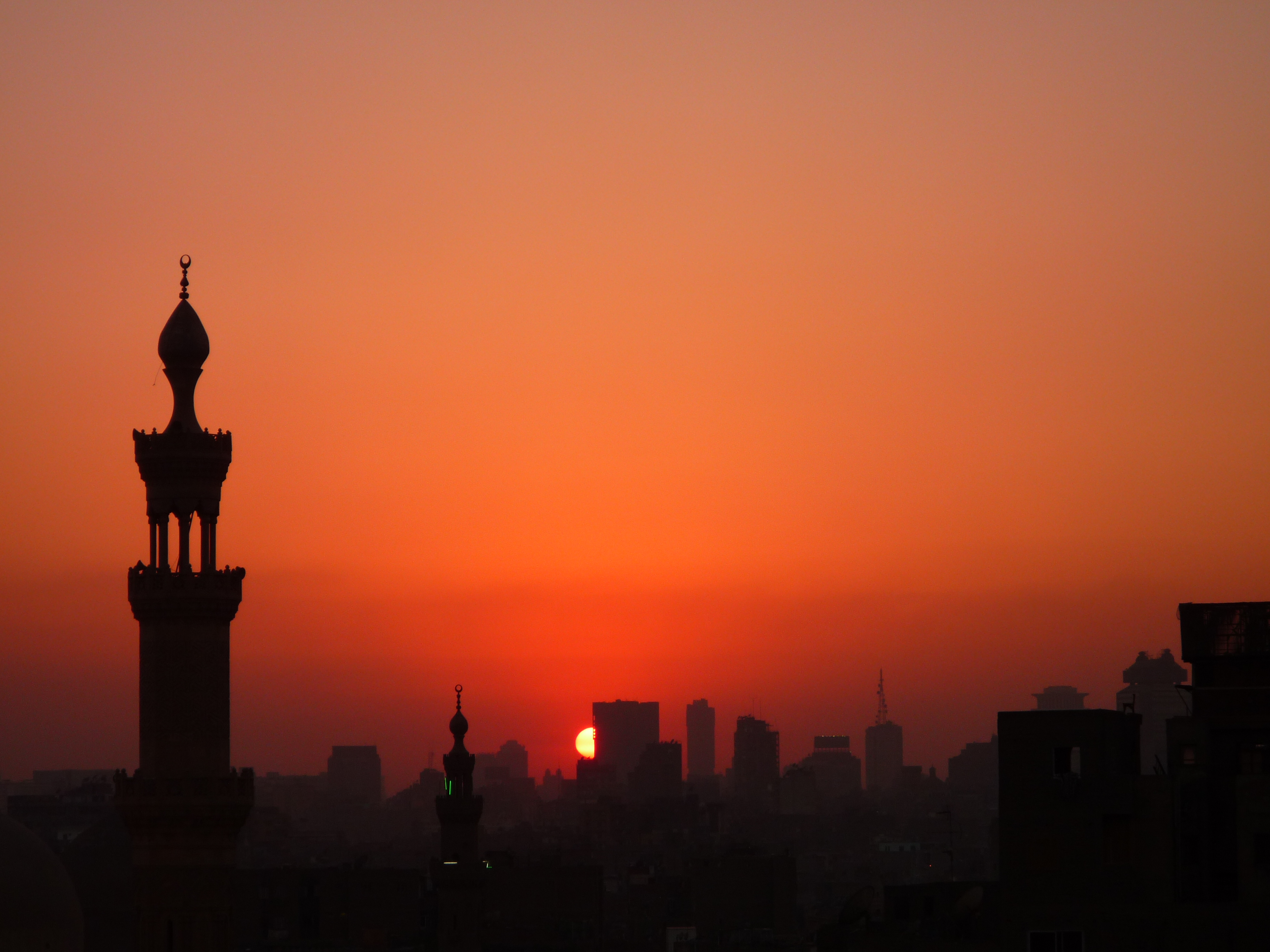
Solnedgång över Kairo

Turism är en av de viktigaste näringsgrenarna i Egypten med 13 miljoner turister 2019, cirka 1,7 miljoner fler än året innan och närmar sig de 14,7 miljoner turister från rekordåret 2010.  Motsvarande siffra för 2009 var 12,8 miljoner turister vilket då genererade intäkter till landet på cirka 75 miljarder kronor ($11 miljarder) mot cirka 42 miljarder kronor 2011 med 9,8 miljoner turister. Besökande turister kommer framför allt från Europa som utgör 73% av alla turister, följt av turister från arabiska länder (18%) samt Amerika (3%). Turismen utgjorde 2012 cirka 3,9% av Egyptens BNP och sysselsatte omkring 12% av Egyptens arbetsföra befolkning. 
Egypten rankades 2019 som världens 65:e främsta land beträffande turism och resande i Travel & Tourism Competitiveness Index.
De flertusenåriga monumenten runt Nildalen utgör kärnan av turismen, med bland annat pyramiderna, Sfinxen i Giza och templen i Abu Simbel. Dessa platser har lockat turister under flera sekler men under senare tid har en ny gren relaterat till sol, bad och dykning blivit en allt större del och utgör nu en betydande del av den totala turismen i Egypten. Den delen riktar sig främst mot Röda havsområdet och orterna Sharm el-Sheikh och Hurghada som har direktflyg från de flesta större städer i Europa och Mellanöstern.

## Historia

Inkomst från turism (1982–2003)

Egypten har varit ett viktigt resmål för folk från Mellanöstern, Afrika och Europa sedan antiken. Med början på 1800-talet - med Napoleons invasion av Egypten — så spreds intresset för egyptologi och lade grunden till den moderna turistindustrin i landet. Turismen är en av hörnpelarna i den egyptiska ekonomin och har ett starkt statligt stöd.

### Statistik
År 2000 var det cirka 5,5 miljoner utländska turister som besökte landet, av dessa kom cirka 3,8 miljoner från Europa, och intäkterna uppgick till $4,3 miljarder (cirka 30 miljarder kronor). Samma år bokades 113 611 hotellrum och 227 222 bäddar vilket betydde en beläggning på 73%. År 2002 beräknade USA regering att den genomsnittliga dagliga kostnaden för att vistas i Kairo är $167, i stort samma kostnadsnivå som för övriga större städer i Egypten.
Turismen är en av de viktigaste näringsgrenarna i Egypten och uppgick 2011 till 9,8 miljoner besökare, med majoriteten besökare från Europa (73%) och arabiska länder (18%). 2011 utgjorde turismen 3,9% av landets BNP till ett värde motsvarande motsvarar 33,5 miljarder EGP (cirka 42 miljarder SEK).
Det utgör en kraftig nedgång från 14,7 miljoner besökare 2010, med majoriteten besökare från Europa (75%) och arabiska länder (14%).
Att jämföras med 2009 då Egyptens intäkter från turism var $11,6 miljoner (cirka 75 miljarder kronor) då landet besöktes av 12,5 miljoner turister, varav 9,4 miljoner från Europa.
| Geografiskt område    | 2011  | 2010   | 2009   | 2008   | 2007   | 2006  |
| --------------------- | ----- | ------ | ------ | ------ | ------ | ----- |
| Araber                | 1,802 | 2,092  | 1,879  | 1,955  | 1,960  | 1,922 |
| Procentuell andel (%) | 18,3  | 14,2   | 14,6   | 15,2   | 17,7   | 21,2  |
| Europa                | 7,211 | 11,177 | 9,416  | 9,622  | 7,939  | 6,260 |
| Procentuell andel (%) | 73,3  | 75,9   | 73,3   | 75,0   | 71,6   | 68,9  |
| Amerika               | 0,287 | 0,563  | 0,489  | 0,486  | 0,430  | 0,340 |
| Procentuell andel (%) | 2,9   | 3,8    | 3,8    | 3,8    | 3,9    | 3,9   |
| Övriga                | 0,545 | 0,899  | 1,060  | 0,772  | 0,762  | 0,561 |
| Procentuell andel (%) | 5,5   | 6,1    | 8,3    | 6,0    | 6,9    | 6,2   |
| Totalt                | 9,845 | 14,731 | 12,844 | 12,835 | 11,091 | 9,083 |

källa: Central Agency for Public Mobilization and Statistics, Egypt

## Större turistattraktioner
Egypten har ett stort utbud av turistattraktioner där de flertusenåriga monumenten runt Nildalen utgör kärnan. De mest kända är pyramiderna och Sfinxen i Giza, templen i Abu Simbel söder om Aswan och  Luxortemplet, Karnak  och Konungarnas dal i Luxor. I Kairo finns dessutom Kairo museum och Muhammed Ali moskén.
Förutom historiska sevärdheter utgör Egyptens utsträckta kustområden populära turistmål för sol, bad och dykning, däribland medelhavskusten i norr, fastlandskusten vid Röda havet samt Sinaihalvöns östra kust där den mest kända orten är Sharm el-Sheikh, som utöver sina badstränder är känd för sina dyk bland skeppsvrak från andra världskriget. 
På senare år har Egypten dessutom lockat turister med sitt annorlunda ökenlandskap, oaser samt med golf då man kan spela året runt genom varma vintrar och ringa nederbörd. 

### Historiska monument

#### Kairo
Kairo, är Egyptens huvudstad och den största staden i Afrika samt Mellanöstern. Den ligger utefter Nilen cirka 150 km in i landet från Medelhavskusten. Staden har ett antal sevärdheter i form av museer, historiska byggnader, kyrkor och moskéer. Bland de mest kända är Koptiska Kairo, Muhammed Ali-moskén, Egyptiska museet, Al-Azhar-moskén, Al-Azharuniversitetet och Khan el Khalili (basarerna).

#### Giza
Giza, är Egyptens tredje största stad som ligger i direkt anslutning till Kairo och med dess centrum enbart cirka 10 km sydväst om centrala Kairo. I Giza finns några av världshistorien mest välkända och äldsta monument. Där ligger Gizaplatån och på den ligger bland annat de tre stora Pyramiderna i Giza samt Sphinxen. 

#### Saqqara
Saqqara, cirka 30 km söder om Kairo är en vidsträckt antik begravningsområde vid nildeltats gräns till öknen, området fungerade som nekropol till den antika egyptiska huvudstaden Memfis. Området innehåller ett antal pyramider, omfattande världens äldsta upprättstående trappstegspyramid, ett antal gravkammare samt föregångaren till pyramiderna, de så kallade mastaba.

#### Luxor
Luxor, staden ligger cirka 500 km söder om Kairo utefter Nilen och är platsen för den antika staden Thebe och kallas ibland för "världens största friluftsmuseum". Platsen innefattar ruinerna från Luxortemplet och Karnak mitt i den moderna staden. På andra sidan Nilen, västra sidan, ligger bland annat Thebes Nekropol med Konungarnas dal och Drottningarnas dal.

#### Aswan

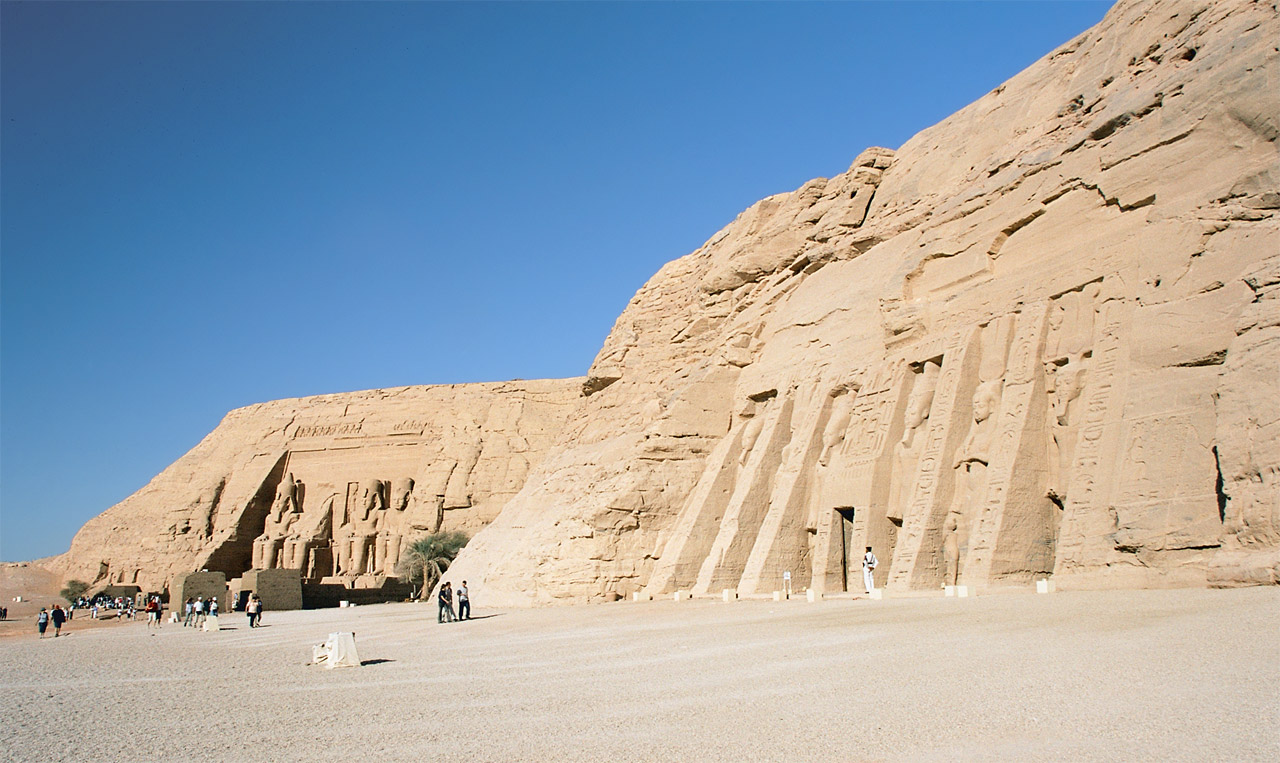
templen vid Abu Simbel

Aswan eller Assuan, staden ligger cirka 1 000 km söder om Kairo utefter Nilen och är platsen där många av stenblocken för obelisker, pelare och pyramider bröts för att sedan fraktas på plats via Nilen. Platsen har några historiska lämningar men inte i samma nivå som Luxor. Staden är mest känd för den stora Aswandammen, med ett antal forsar nedströms Nilen. Det klassiska hotellet Old Cataract (2011 omdöpt till Sofitel Legend Hotel) där filmatiseringen av Agatha Christies Döden på Nilen har spelats in. Nilens vatten är blåare i Aswan än nedströms. Mjukt rundade klippor utefter Nilen gör en segeltur med en felucca (segelbåt) på Nilen till ett populärt turistnöje.

#### Abu Simbel
Abu Simbel, ligger vid Nassersjöns västra strand cirka 850 km söder om Kairo (nära gränsen till Sudan) är en arkeologisk plats bestående av två enorma stentempel, Templen i Abu Simbel, ursprungligen karvade ur berget under farao Ramses II regeringstid (13:e århundradet f.Kr.). Monumentet flyttades i sin helhet till sin nuvarande under 1960-talet för att undvika att begravas av Nassersjön i och med byggandet av Assuandammen. 
De står nu på en artificiell kulle högt ovanför vattennivån och ingår i världsarvet Nubiska monument från Abu Simbel till File.

#### Alexandria
Alexandria, landets andra största stad cirka 200 km norr om Kairo vid Nildeltats mynning mot Medelhavet, har flera badstränder mitt i staden samt ett flertal semesteranläggningar. Staden har ett antal betydande antika monument, Museion med Biblioteket i Alexandria, med projektet Bibliotheca Alexandrina, ett modern projekt att återskapa något av antikens Biblioteket i Alexandria vilket var den antika världens största bibliotek. Alexandria var också platsen för Fyrtornet på Faros, ett av antikens Världens sju underverk.

### Andra sevärdheter

#### Sinaihalvön

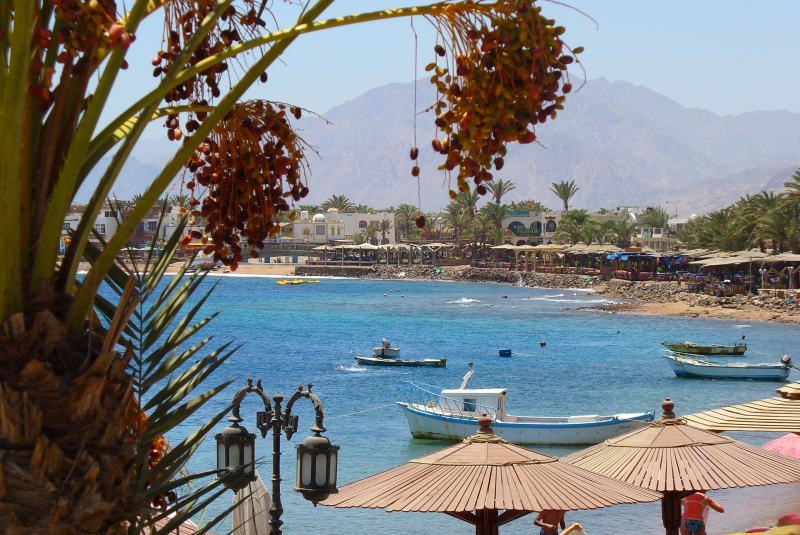
Dahab, på Sinaihalvöns östra kust, är en mycket populär ort för dykare och badgäster i Egypten

Sinaihalvön, området öster om Suezkanalen med ett antal semesterorter nås efter några timmars bilfärd från Kairo, delvis via tunnel under Suezkanalen i Suez eller via Suezkanalbron vid Qantara. Halvön är främst känd för sin säregna natur, sin stränder och rikliga korallrev samt sin bibliska historia. Populära besöksmål i Sinai är Sinai berget ("Gabal Musa") och det närliggande Katarinaklostret. Klostret anses vara världens äldsta fungerande kristna kloster. Därutöver finns badorterna Sharm el-Sheikh, Dahab, Nuweiba och Taba utefter Sinais östkust med naturreservatet Ras Muhammad vid halvöns södra spets. Det finns dessutom ett antal semesteranläggningar utefter hela Sinais västkust med de första enbart några mil från Suez.

##### Taba
Taba är en mindre stad som ligger nära den norra änden av Aqababukten och är en av Egyptens livligaste gränspassager till grannlandet Israel. Platsen är en välbesökt turistort för framför allt israeliska turister.

#### Rödahavskusten

##### Ain Sokhna
Ain Sokhna cirka 110 km rakt öster om Kairo och cirka 50 km rakt söder om Suez utefter Röda havets fastlandskust. Ain Sokhna är den semester- och badort som ligger närmast Kairo med ett antal privata semesterbyar samt hotell och semesteranläggningar.

##### Porto Sokhna
Porto Sokhna ligger cirka 150 km från Kairo och rakt söderut från Ain Sokhna utefter Röda havets fastlandskust. Området innefattar ett stort shoppingkomplex med affärer, restauranger och förströelser, en stor småbåtshamn samt ett flertal semesteranläggningar.

##### Hurghada
Hurghada ligger cirka 550 km sydost om Kairo utefter det egyptiska fastlandskusten vid Röda havet. I och runt staden ligger ett flertal semesteranläggningar. Från staden går det dagsutflykter med buss till bland annat Luxor.

#### Västra Egypten

##### Siwa
Siwa är en stad och oas som är belägen väster om Qattarasänkan i Västra öknen, fem mil öster om landets gräns till Libyen och 56 mil från huvudstaden Kairo. Vissa hotell här är byggda efter gamla traditionella byggmetoder med tegel av lera, sand, saltvatten och strå. Kring Siwa finns flera mindre oaser, många hundra friskvattenkällor och fler än femhundratusen dadelpalmer.

##### Mersa Matruh
Mersa Matruh är en hamnstad vid Medelhavet 240 km väster om Alexandria och 180 km från den libyska gränsen. Staden är turistort främst för invånare i Kairo och andra städer i nildeltat. Stadens sandstränder finns i en skyddande bukt med ett antal klippor som utgör naturliga vågbrytare mot Medelhavets vågor.

##### Qattarasänkan
Qattarasänkan är en dal i Västra öknen i nordvästra Egypten. Sänkan ligger under havsytans nivå med lägsta punkt 133 meter under havets nivå och är en av världens största med en yta av 44 000 m2 under havsytan. Botten på Qattara utgörs av en saltskorpa. 
I området finns en oas med bräckvatten men saknar fasta bosättningar.

##### Vita öknen
Vita öknen är ett naturreservat i Västra öknen som fått sitt namn efter de unika skulpturala formationer av abrasion formad kalksten och fossiler. Fynd av fossiler är mycket vanligt.

##### El-Alamein
El-Alamein är en by och en bangård 100 km väster om Alexandria som främst är känt som platsen för Slaget vid el-Alamein, utkämpat under andra världskriget. Platsen består idag av ett antal minnesmärken och gravfält för de stupade i slaget samt ett krigsmuseum. Kring El-Alamein finns hotell och flera semesteranläggningar.

#### Södra Egypten

##### Assuandammen
Assuandammen, även Höga dammen, är en damm vid staden Assuan som dämmer upp Nilen och därmed bildar den 550 km långa Nassersjön. När den färdigställdes 1970 var den världens största damm, 111 meter hög, 3,8 km bredd och 1 000 meter tjock vid basen. Den är idag ett välbesökt turistmål, med bland annat båtturer och fiske på Nassersjön.

#### Kairo

##### Kairotornet
TV-tornet Kairotornet (med den första roterande restaurangen i Afrika).

##### Khan el Khalili
Basaren Khan el-Khalili är en stor basar som ligger nära Al-Azharuniversitetet i det islamiska Kairo. Basaren präglas av trånga gator och gränder med små affärer. Naguib Mahfouz-kaféet är uppkallat efter nobelpristagaren i litteratur som bodde i området.

## Kryssningar på Nilen

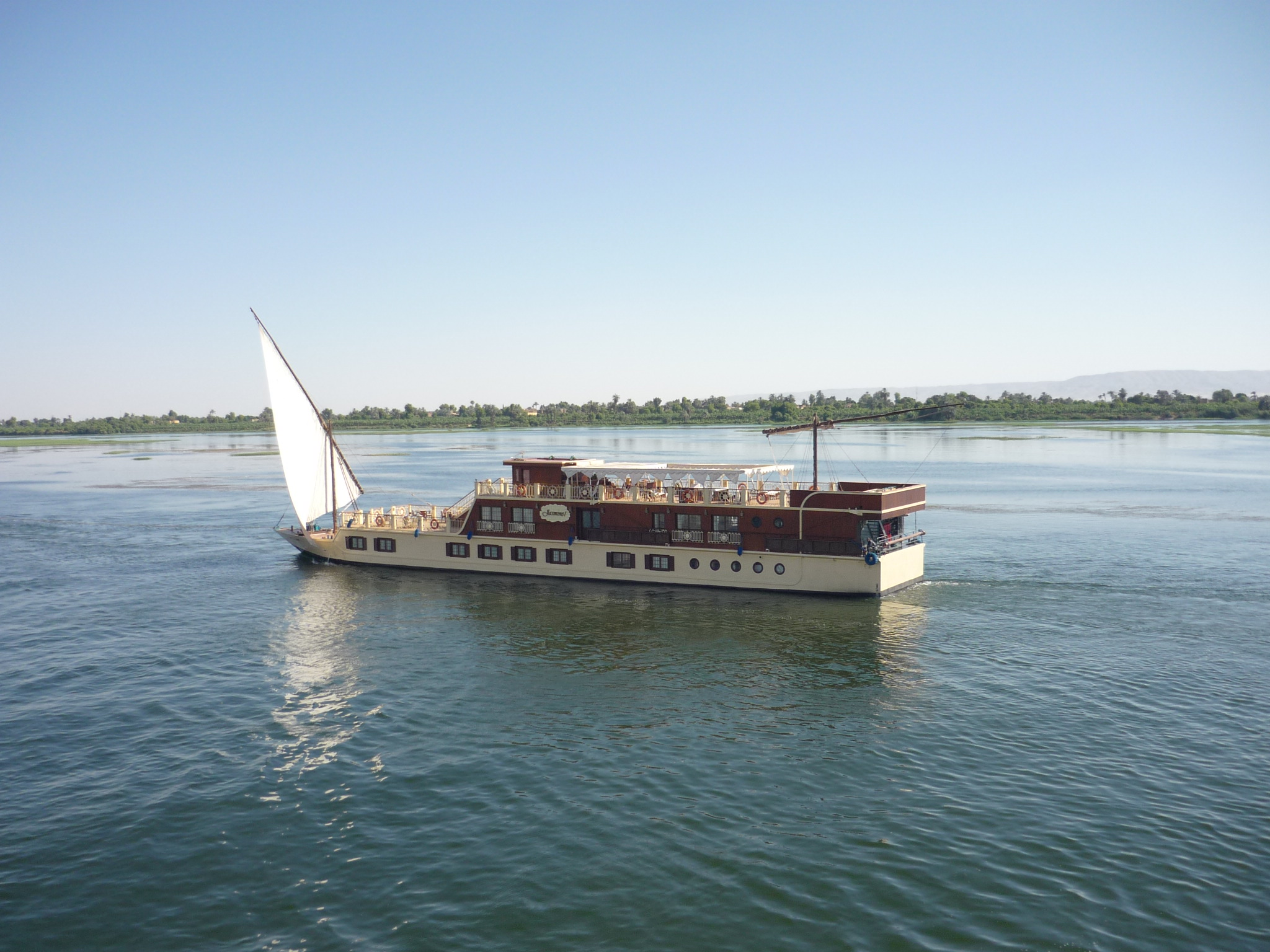
Mindre kryssningsbåt mellan Aswan och Esna, Egypten

Nilkryssningarna finns i många varianter men de vanligaste är på 3, 4 eller 7 dagar, de kortare är oftast mellan Luxor och Aswan med de längre kryssningarna är mellan Aswan och Dendera, en ort längre norrut i närheten av staden Qena. Kryssningarna gör ett antal stopp utefter Nilen med dagsutflykter till kända turistattraktioner.
Kryssningsbåtarna på Nilen är av skiftande kvalité i form av standard och utbud, de refereras ofta till som flytande hotell. De bästa båtarna har en standard i paritet med de landbaserade hotellen och är utrustade med simbassänger, heta bad, gym, restauranger, nattklubb, barer, souvenirbutiker och mindre bibliotek. Många båtar erbjuder också levande musik och coktailpartys samt uppträdanden i form av folkmusik, dervisher, dans och magdans.
Turer på Nilen sker också med feluccas, Egyptens traditionella segelbåt. Turerna är oftast kortare dagsturer men även längre turer på flera dagar erbjuds. Segelbåtarna är spartanska och utan bekvämligheter så vid övernattning sover man normalt under öppen himmel.
Från mitten av april är slussportarna i Nilen normalt stängda på grund av den låga vattennivån, den bästa tiden för kryssningar är mellan oktober och april då vädret är svalare och alla slussportar är öppna. De flesta båtar erbjuder dock kryssningar året runt. När en slussport är stängd erbjuds transport mellan båtar på vardera sidan av slussporten.

## Transport och kommunikationer
Pass och visum krävs för utländska besökare till landet med undantag för medborgare från vissa länder i Mellanöstern. Medborgare från ett flertal länder, däribland  Sverige, kan köpa  turistvisum direkt vid ankomst till flygplatsen mot en avgift på cirka $15.

### Flygplatser
Det finns nio internationella flygplatser i Egypten, dessa innefattar samtliga större städer samt kända turistorter varav de största är Kairos internationella flygplats, Alexandria flygplats, Hurghadas internationella flygplats, Sharm el-Sheikhs internationella flygplats, Luxors internationella flygplats, Aswan flygplats och Taba flygplats.
Kairo flygplats är den huvudsakliga ankomstplatsen till Egypten och ligger i norra Egypten cirka 20 km nordöst om Kairos centrum. Dess tre terminaler har flyg till och från större städer i Nordamerika, Europa, Asien och Afrika. Transport till och från flygplatsen sker normalt med buss, taxi eller limousin.

### Järnvägar
Egyptiska järnvägar utgör ryggraden av passagerartransport i Egypten med cirka 1,25 miljarder passagerarkilometer (800 miljoner miles) årligen
De luftkonditionerade passagerartågen erbjuder normalt 1:a och 2:a klass-service medan de icke-lufkonditionerade tågen enbart erbjuder 2:a och 3:e klassens service. Större delen av järnvägsnätet täcker in de tätbefolkade områdena i Nildeltat med Kairo och Alexandria som centralorter. 
Ett populärt turistalternativ är tågsträckan Alexandria-Kairo-Luxor-Aswan med dagliga turer i båda riktningarna i luftkonditionerade tåg med sovkupéer och erbjuder möjligheten att ta ett nattåg med sovplats under den långa sträckan mellan Kairo och Luxor. Det finns dessutom ett högklassigt expresståg som förbinder Kairo med medelhavsstaden Mersa Matruh vid libyska gränsen.

### Telefoni
Egypten har ett väl utbyggt telefoninät där framför allt mobiltelefonin täcker större delen av det befolkade delarna i landet. Landet använder samma form av mobiltelefoni som Sverige, det vill säga, standarderna GSM, 3G och 4G och de egyptiska mobiloperatörerna har roamingavtal med mobiloperatörer i Sverige.

### Elektricitet
Egypten använder 220V 50Hz nätspänning av samma typ av kontaktdon som i Sverige, det vill säga, en ojordad kontakt med två runda stift. Jordade uttag förekommer i stort sett inte.

## Bilder

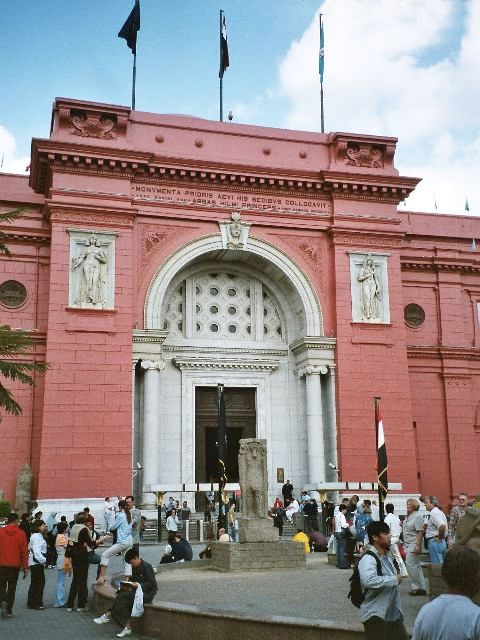
Egyptiska museet Kairo
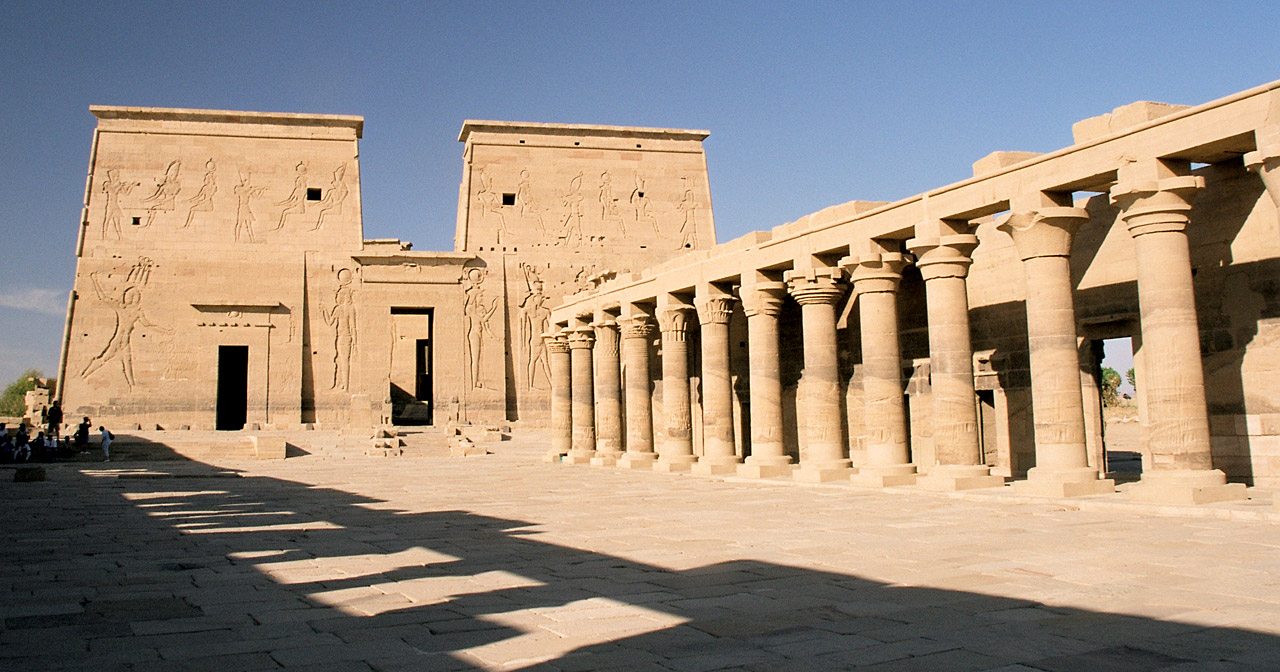
File-templet i Assuan
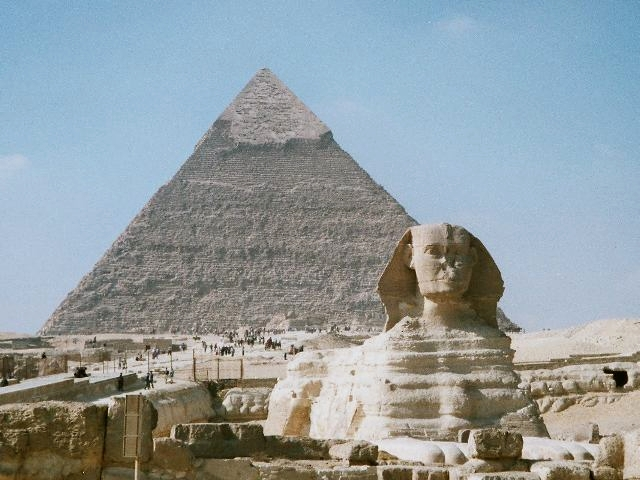
Sfinxen i Giza
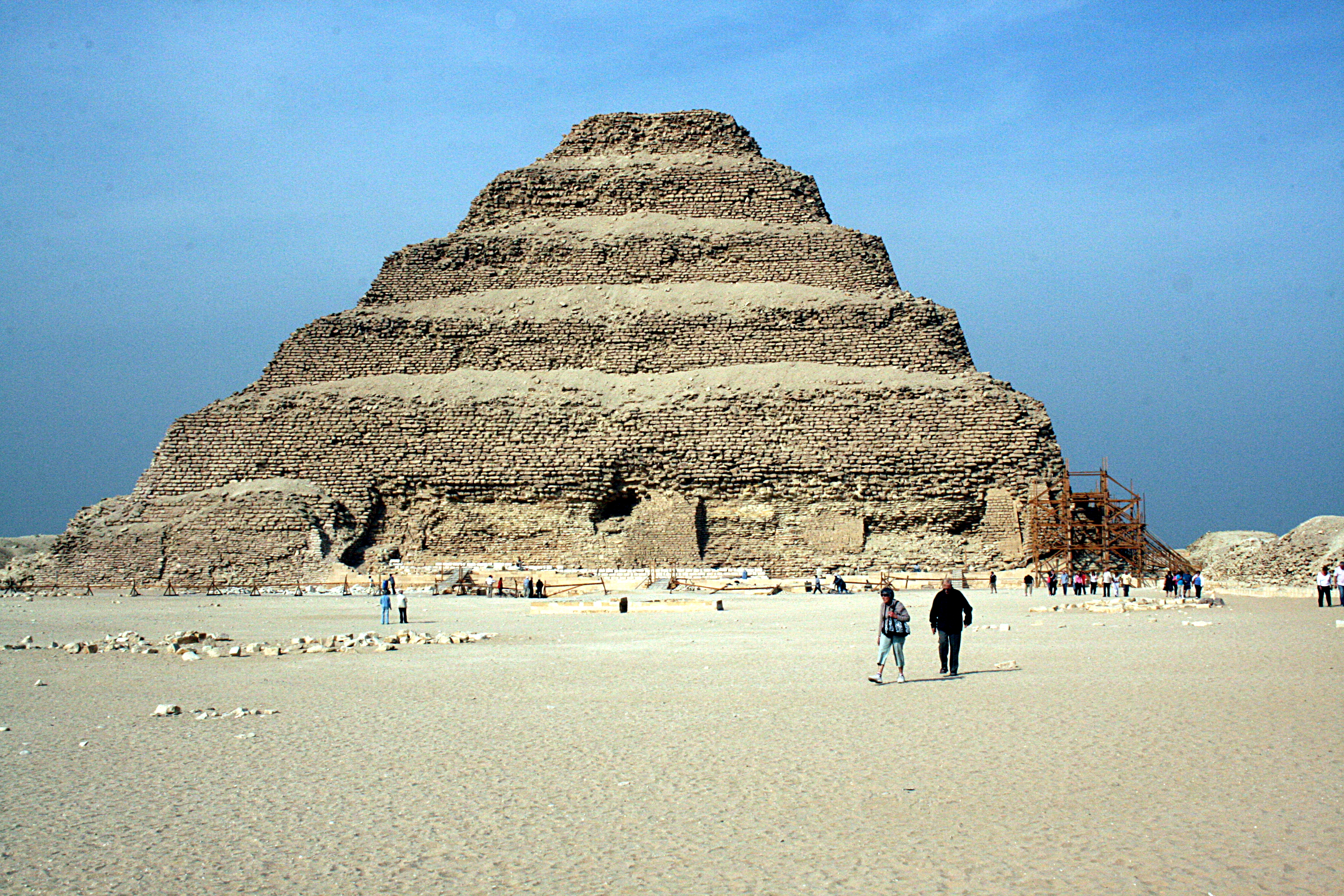
Djoser trappstegspyramid
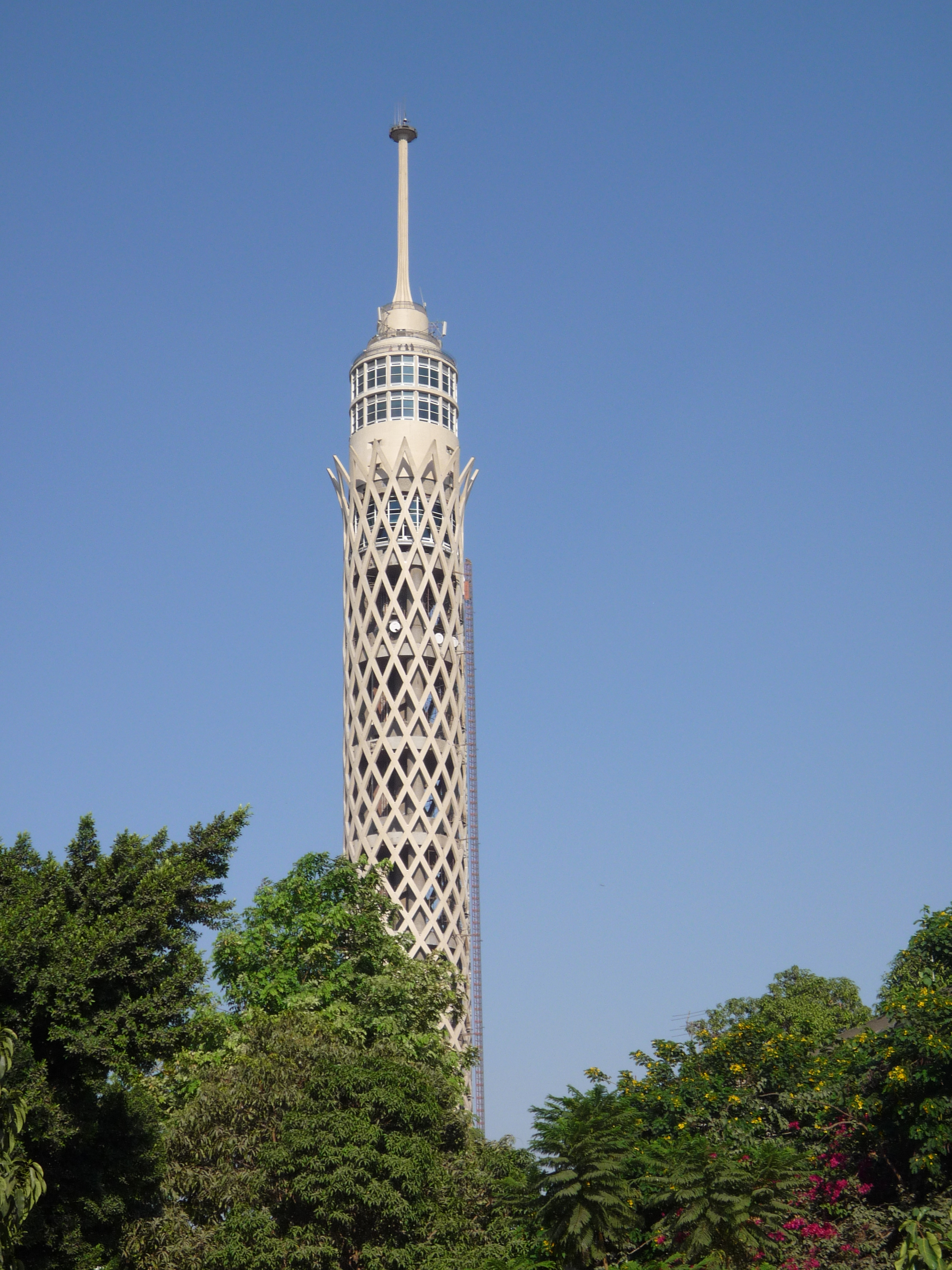
Tornet i Kairo (Cairo Tower)
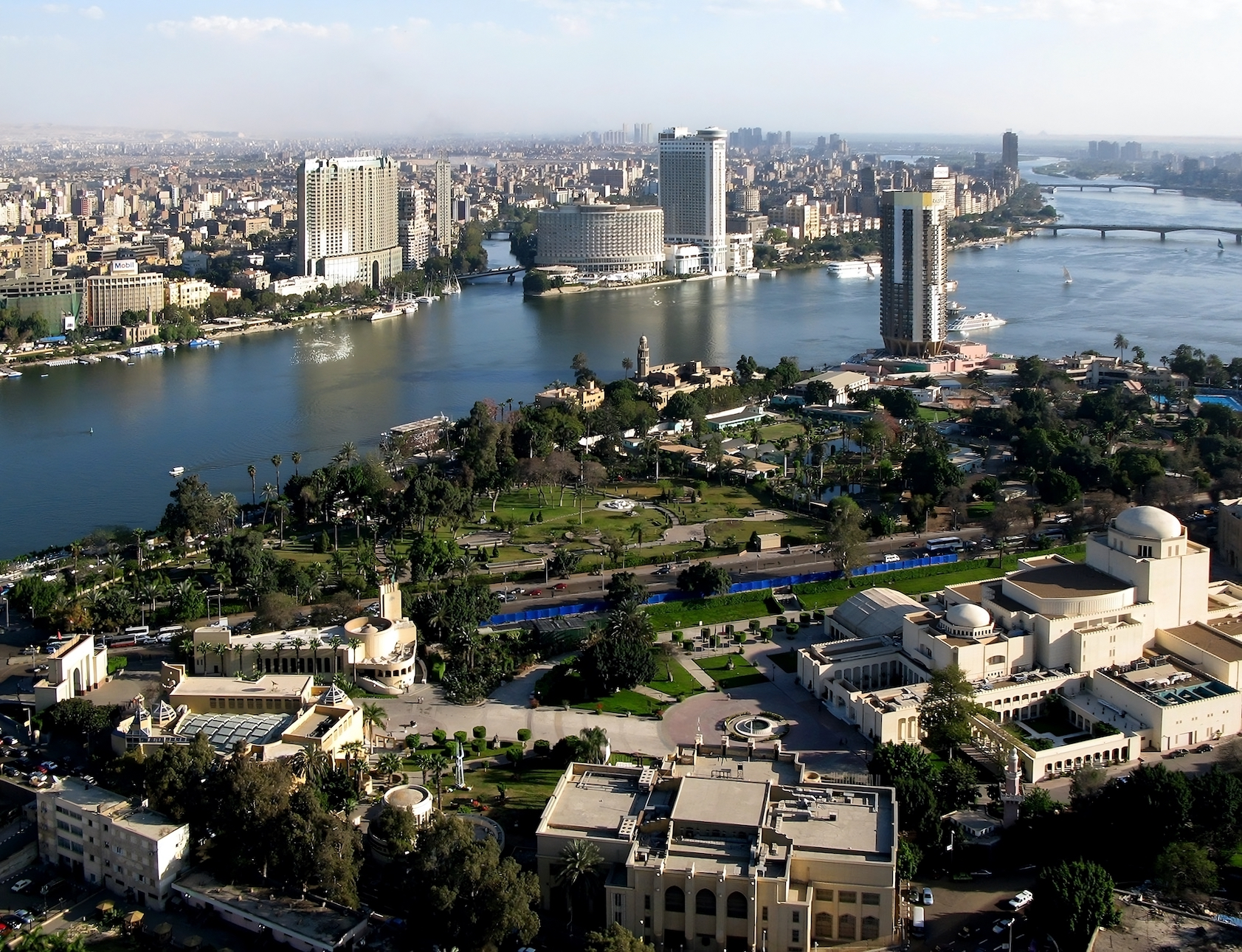
Utsikt från Tornet i Kairo
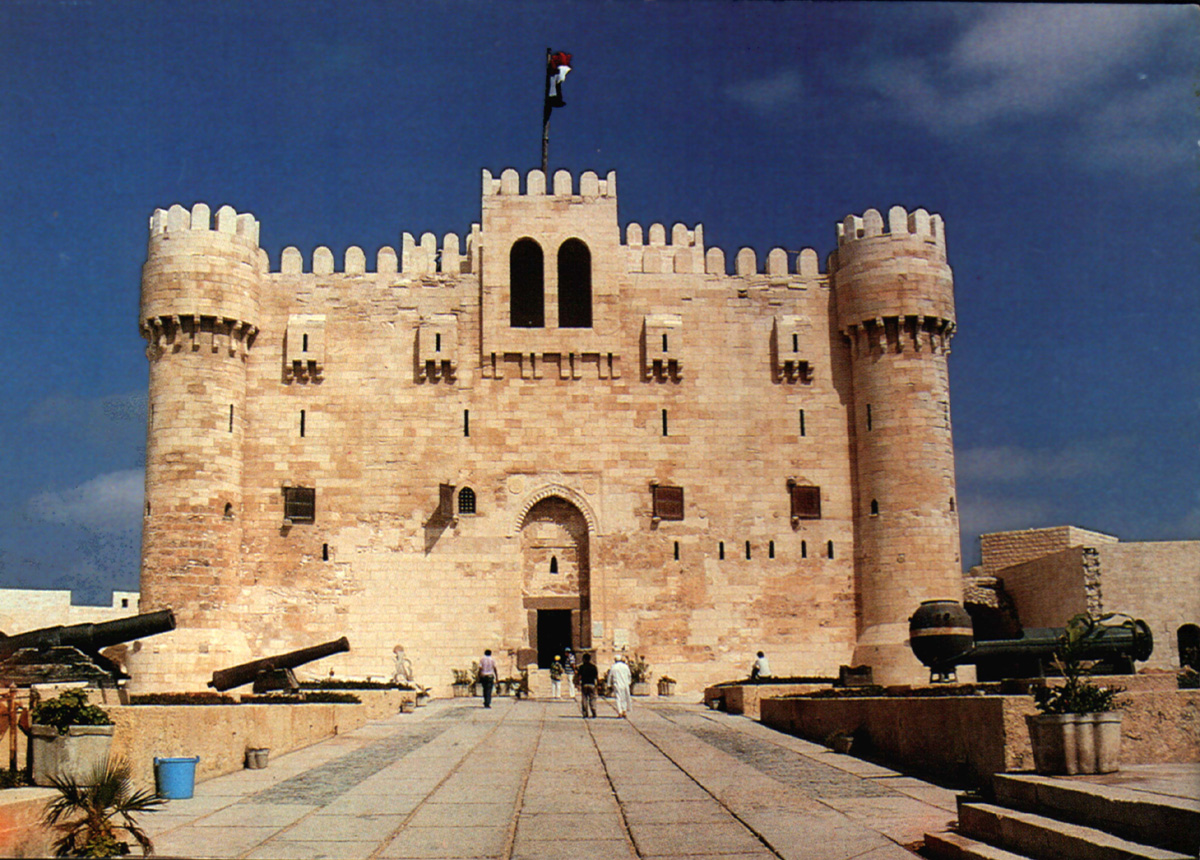
Citadellet i Alexandria
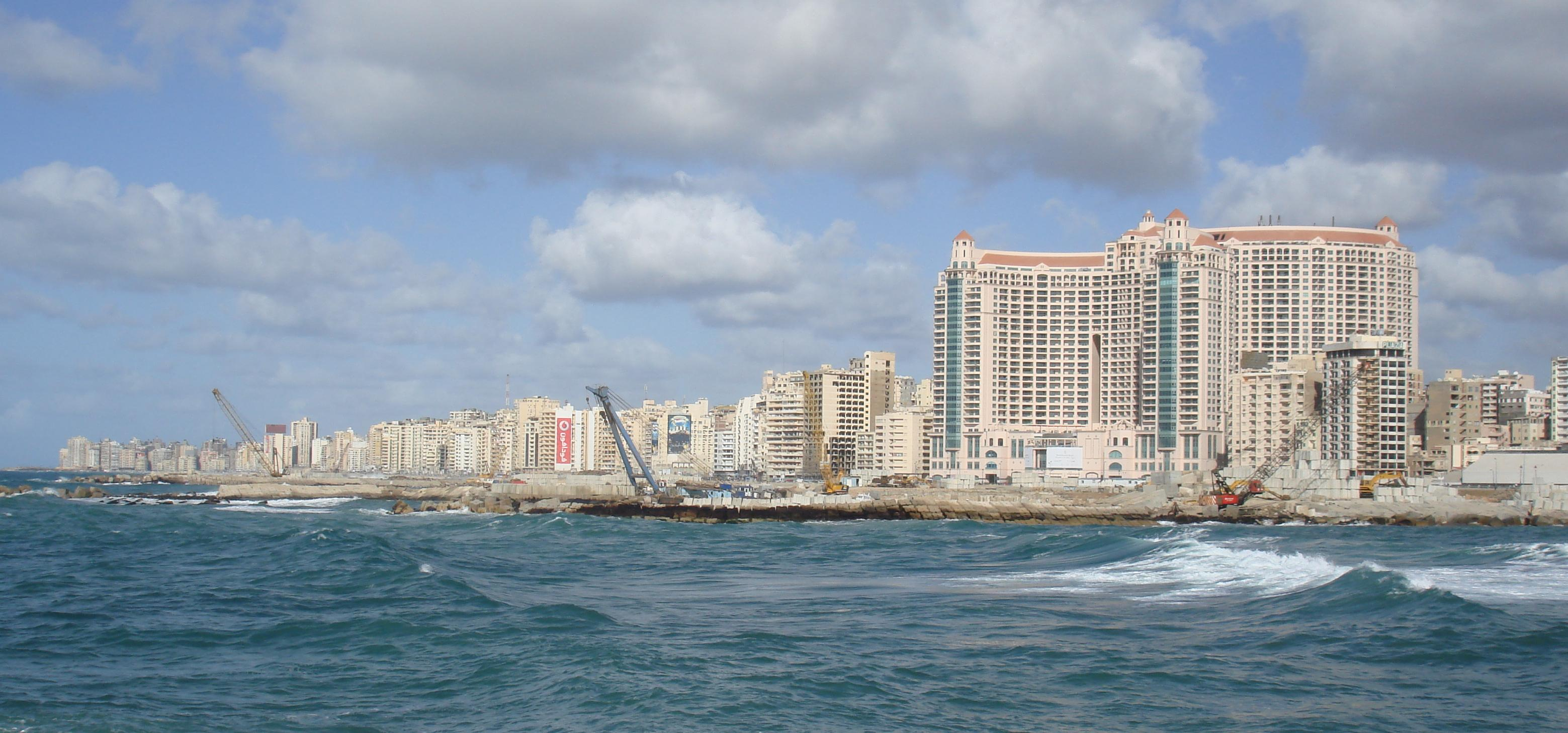
Hav och byggnader i Alexandria
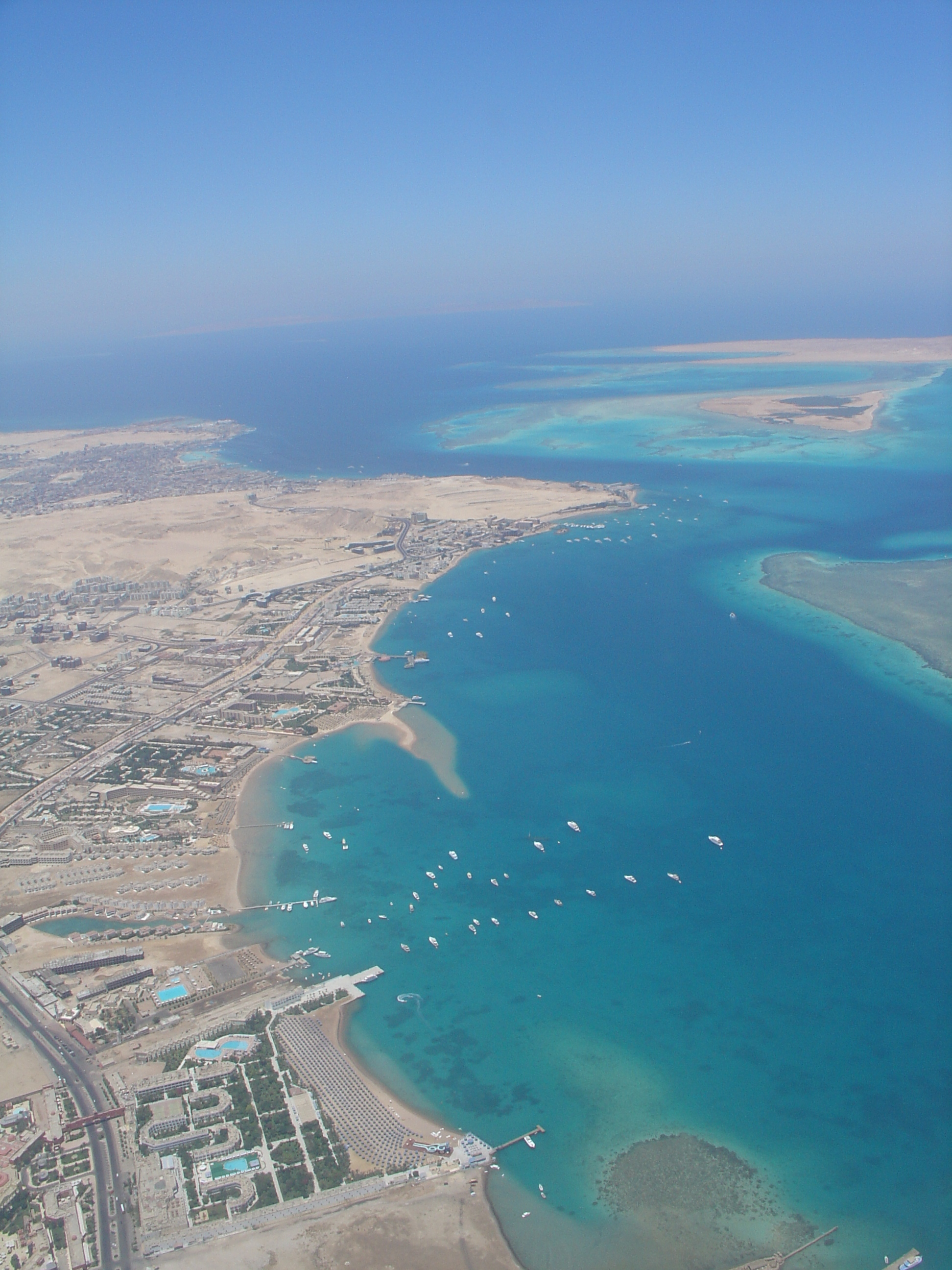
Hurghada
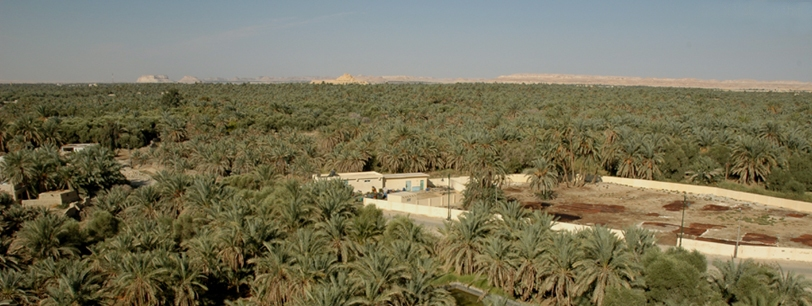
Siwaoasen sträcker sig bortom horisonten
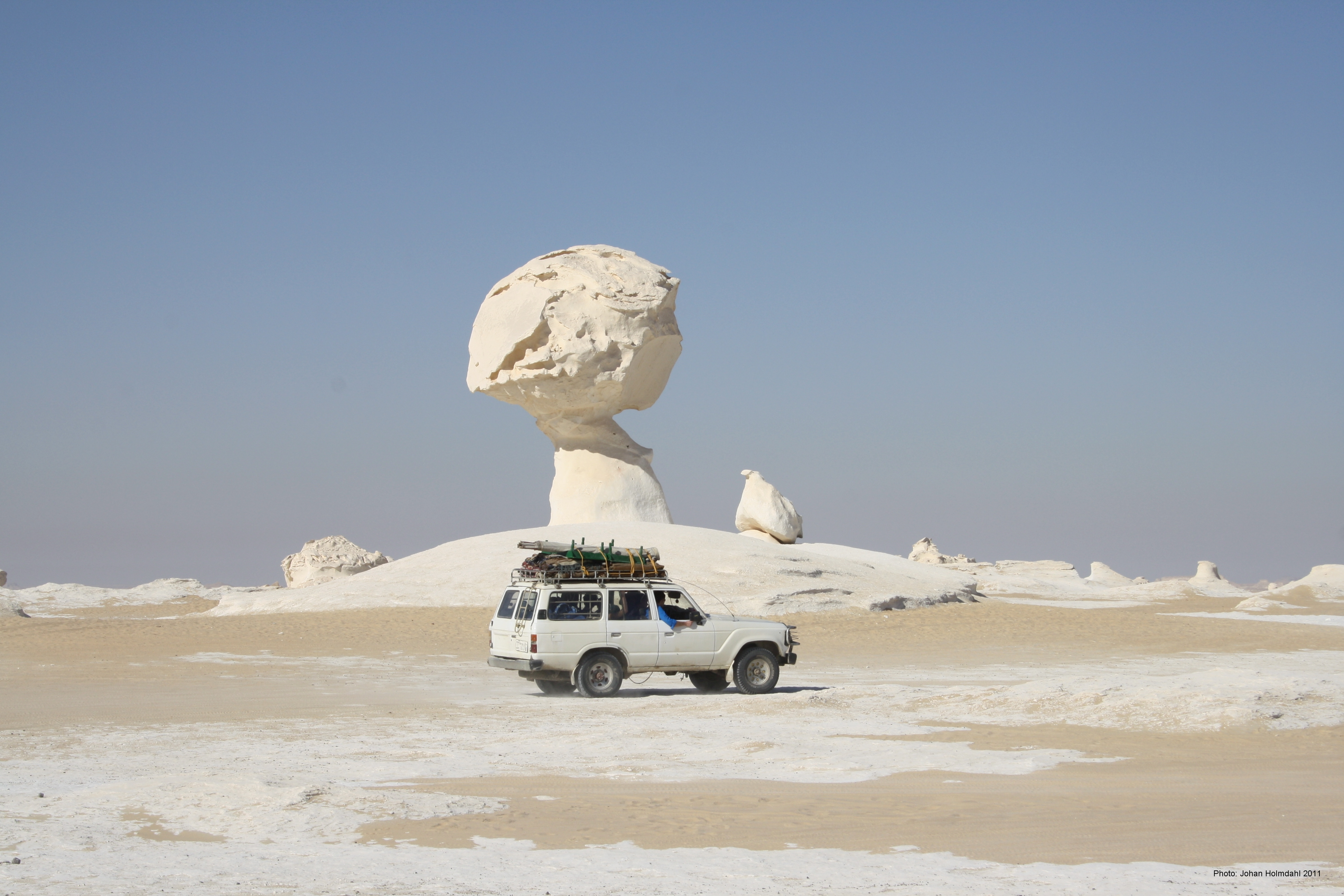
Vita öknen
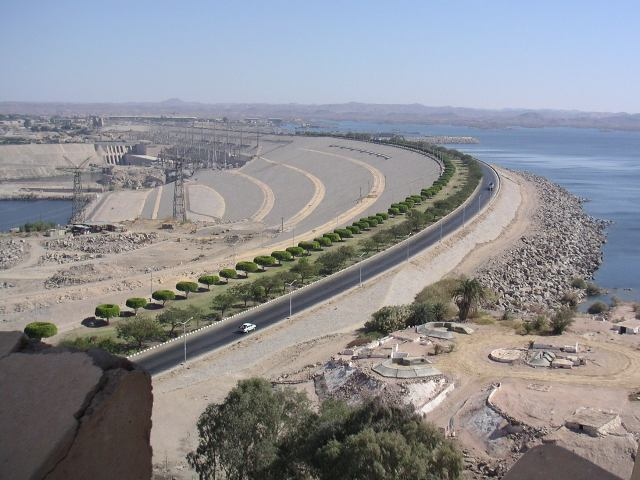
Assuandammen